# 海守
海守（うみもり）とは、2003年から2015年まで活動していた日本のボランティア自警団。海上保安庁公認の下、財団法人海上保安協会が日本財団の助成で運営していた。118番通報制度の啓発を通じて、海からの脅威、不審船の密航に警戒することを設立趣旨に掲げていることから、民間防衛組織としての性格をもっていた。2011年2月時点での会員数は約66,000名が登録されていた。

## 沿革・設立の経緯
2001年（平成13年）に発生した九州南西海域工作船事件などのテロリズム、翌年に明らかになった北朝鮮による日本人拉致問題、そして日本の沿岸地域における密漁や密入国の横行を契機として、2003年（平成15年）に曽野綾子率いる日本財団の援助で結成された。「海守」の事務局は、財団法人海上保安協会に置かれていた。
海を隣国との国境とし、長い海岸線と広大な排他的経済水域を有する日本において、第一義的に海からの脅威を警戒する海上保安庁が有する勢力は絶対的に不足している。既存の秩序が乱れ、災害が頻発するマルチハザード社会となった現在、海の安全をめぐる状況は厳しいが、財務当局から配分される国家予算の不足により、状況は一向に改善されていない。とは言え、海上保安庁に配分される国家予算を増額した場合、かかるコストによって納税者は耐え難い負担を強いられることになるため限界がある。解決策の一つとして、治安問題に関心のある個々の民間人がもつ監視の目を活用することが求められるようになり、「海守」が設立されるに至った。設立と同時に、曽野が海守代表として海上保安庁長官との間で覚書を取り交わし、海上保安庁公認のボランティア団体と認められた。
海守は、海上保安庁の118番通報制度についての認識を社会全体に広め、日常の中で海に監視の目を向ける民間人を増やすことを通じて、日本に「海を見守る情報ネットワーク」を構築することを目指した。同種のボランティア団体としては、既に海事関連の事業者で構成された「沿岸協力会」や「防犯連絡会」「沿岸警備協力会」等の市民団体が全国に存在し、都道府県警察や海上保安庁の指導の下で活動している。「日本内航海運組合総連合会」所属の船舶も、カボタージュ制度の下での日々の仕事を通じて海を監視し、海上保安庁のために貢献しているという。
その後118番の認知度が高まったこと、各地の会員による活動が根付いたことから、2014年1月31日に新規会員募集が停止され、2015年3月31日をもって海守事務局が廃止された。「海守」の商標権は海上保安協会が引き継いだ。

## 活動内容
「海守」の活動は、あくまでも民間人のボランティアであり、会員は義務を負わない。会員の主な活動内容は、会員が個人的にできる範囲内で海を警戒することであった。会員は、不審船、密漁、不法投棄等の海上犯罪または水難事故の現場を目撃したり、日常生活や人間関係の中で、土台人や海上犯罪に関する情報に接した場合は、118番の緊急電話により海上保安庁への通報を行うものとされた。
組織としての活動には、定期的に会員有志による親睦会が催されたり、海上保安庁の庁舎や巡視船において、見学会や体験航海といった海上保安研修が実施された。石油流出事故の際に流出油災害ボランティアとして活動するための訓練等も、不定期に開催された。
事務局では、ホームページ及びブログを公開するとともに、会員に向けて毎週メールマガジンを配信していた。実際に海で何らかの事件が発生し、捜査の過程で海上保安庁が公開捜査の実施に踏み切った場合は、公開捜査への協力を求める広報文を臨時のメールマガジンとして会員に配信した。海上で発見された身元不明の遺体に関する情報提供の呼び掛けや、海岸付近で発生した老人の失踪に関する広報文が配信されたことがある。
会員が活動や捜査協力等の義務を負うことはないが、会員には海上保安庁公認のボランティアとしての立場があり、海上保安庁に住所や氏名などの個人情報が登録された。また、民間人としての本分を逸脱し、非違にわたる言動をなした会員や、違法行為を犯した会員は、海守の事務局から退会を勧告されるかまたは除名処分されることとなっていた。

## 海守の協力機関
- 海上保安庁
- 都道府県警察本部
- 日本水難救済会
- 海洋政策研究財団（笹川平和財団海洋政策研究所）
- 日本海事広報協会
- 日本海難防止協会
- 海上災害防止センター
- 船の科学館
- 日本漁業協同組合連合会
- 日本マリーナビーチ協会